# تریکوپسیس
تریکوپسیس سرده‌ای از گورامی‌ها و بومی مناطق آسیای جنوب شرقی است.

## گونه‌ها
در حال حاضر سه گونه شناخته شده در این جنس وجود دارد:
- تریکوپسیس پومیلا ( جی پی آرنولد ، 1936) (گورامی پیگمی)
- Trichopsis schalleri Ladiges ، 1962 (Threestripe gourami)
- Trichopsis vittata ( G. Cuvier, 1831) (گورامی قار)

## رابطه با انسان‌ها
گورامی‌ها از جنس Trichopsis در تجارت آکواریوم بسیار محبوب هستند.